# János Scheffler
János Scheffler (29. října 1887, Kálmánd – 6. prosince 1952, Jilava) byl rumunský římskokatolický duchovní, biskup velkovaradínský. Katolická církev jej uctívá jako blahoslaveného mučedníka.

## Život
Narodil se dne 29. října 1887 v obci Kálmánd (dnes Cămin) jako druhé z deseti dětí. Rumunským občanem se stal poté, co Trianonská smlouva roku 1920 přidělila region k Rumunskému království. Jeho mladší bratr Franz Scheffler (3. října 1894 – 29. října 1956) byl teolog a náboženský spisovatel.

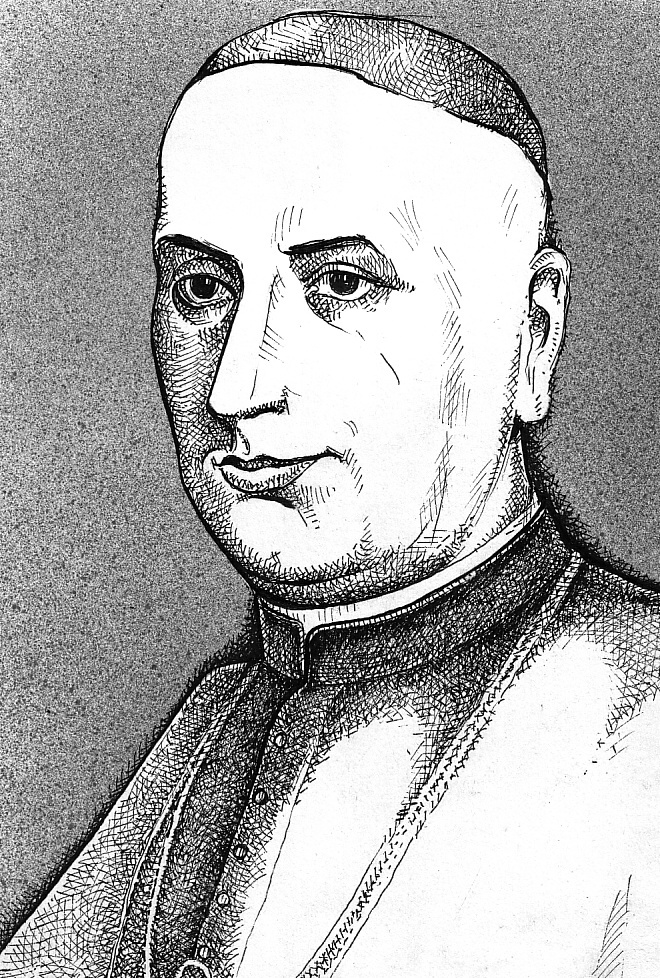
Portrét

V roce 1897 se začal cítit povolání ke kněžství. Roku 1898 začal studovat v Satu Mare na střední škole, vedené jezuity. Roku 1906 zahájil svá teologická studia na univerzitě Loránda Eötvöse v Budapešti, kde dosahoval vynikajících výsledků. Dne 6. července 1910 byl ve své rodné obci vysvěcen na kněze.
Poté sloužil krátce jako kaplan v obci Csomaköz. V říjnu téhož roku započal studium teologie a kanonického práva na Papežské univerzitě Gregoriana v Římě. Promoval a dne 19. června 1912 se stal doktorem kanonického práva. Během studia v Římě byl ubytován na kněžské koleji Santa Maria dell' Anima.
Poté sloužil jako pomocný duchovní v Užhorodě v diecézi Satu Mare. Na začátku první světové války v červenci 1914 se stal profesorem filosofie a teologie v Satu Mare. V listopadu roku 1915 získal doktorát z teologie. Roku 1920 začal vyučovat na gymnáziu v Oradea a od roku 1923 působil jako farář v obci Nagymajtény. Ve dnech 20.–24. června 1926 se zúčastnil eucharistického kongresu v Chicagu. Od roku 1926 opět vyučoval teologii v diecézi velkovaradínské a diecézi Satu Mare. Roku 1940 byl vedoucím katedry kanonického práva na univerzitě Františka Josefa v Kluži.
Dne 26. března 1942 byl jmenován biskupem ze Satu Mare a apoštolským administrátorem diecéze velkovaradínské. Biskupské svěcení přijal 17. května 1942. Hlavním světitelem byl kardinál a arcibiskup Jusztinián Serédi. Spolusvětitely byli biskupové Gyula Glattfelder a István Madarász. Založil učitelský ústav a dva menší semináře. Během druhé světové války bylo dne 15. září 1944 zasaženo jeho biskupské sídlo, díky čemuž se musel dočasně ubytovat v řeholním domě. Dne 9. dubna 1948 byla diecéze Satu Mare a diecéze velkovaradínská sloučena, čímž se stal biskupem velkovaradínské diecéze, zahrnující území tehdy zrušené diecéze Satu Mare.
Po válce začal vyjadřovat nesouhlas s vládní politikou a protestovat proti deportaci Němců do Sovětského svazu. Vyzval k propuštění zatčeného řeckokatolického maramureșského biskupa bl. Alexandru Rusu. Začátkem roku 1950 byli všichni biskupové v Rumunsku zatčeni a uvězněni a on byl jedním z posledních, kteří byli pouze v domácím vězení. Odmítl návrh tajné státní policie stát se biskupem nové národní církve, ovládané státní mocí a neuznávající papeže. Roku 1950 odmítl organizovat mírové kněžské hnutí, které by spolupracovalo s režimem a dne 23. května 1950 byl odvezen na nucený pobyt do Körösbanya. Dne 19. března 1952 byl zatčen a vyslýchán ve věznici v Bukurešti. Poté byl nějaký čas vězněn ve věznici v Sighetu Marmației.
Nakonec byl uvězněn ve věznici Jilava, kde byl také mučen. Na následky mučení a nelidského zacházení zde dne 6. prosince 1952 zemřel. Pohřben byl do neoznačeného hrobu a roku 1965 byly jeho ostatky vyzvednuty pravoslavným duchovním, který ve věznici působil a znal místo jeho pohřbení a uloženy v katedrále Nanebevzetí Panny Marie v Satu Mare. Dne 17. června 2011 byly jeho ostatky exhumovány a uloženy na jiné místo v téže katedrále.

## Úcta
Jeho beatifikační proces započal dne 12. prosince 1991, čímž obdržel titul služebník Boží. Dne 1. července 2010 podepsal papež Benedikt XVI. dekret o jeho mučednictví.
Blahořečen pak byl dne 3. července 2011 v katedrále Nanebevzetí Panny Marie v Satu Mare. Obřadu předsedal jménem papeže Benedikta XVI. kardinál Angelo Amato.
Jeho památka je připomínána 6. prosince. Bývá zobrazován v biskupském oděvu. Je patronem pronásledovaných křesťanů, přistěhovalců, diecéze Satu Mare a diecéze velkovaradínské.